# Ogród Botaniczny w Lizbonie
Ogród Botaniczny w Lizbonie (port.: Jardim Botânico de Lisboa) – ogród botaniczny należący do Uniwersytetu Lizbońskiego, mieszczący się w Lizbonie. Powstał na potrzeby prowadzenia praktycznego nauczania i badań w zakresie botaniki w ówczesnej Escola Politécnica de Lisboa.
Ogród botaniczny został otwarty w 1878 roku.
W 2010 roku został uznany za zabytek. Od 2012 jest objęty programem konserwatorskim 2012 World Monuments Watch.